# Fritz Walter
Friedrich "Fritz" Walter (n. 31 octombrie 1920, Kaiserslautern, Renania-Palatinat, Germania – d. 17 iunie 2002, Enkenbach-Alsenborn, Renania-Palatinat, Germania) a fost un fotbalist german. A fost căpitanul echipei naționale de fotbal a Germaniei care a câștigat Campionatul Mondial de Fotbal din 1954.

## Titluri

### Club
1. FC Kaiserslautern
- Campionatul Germaniei: 1950–51, 1952–53

### Națională
Germania
- Campionatul Mondial de Fotbal: 1954